# Bescuit xinès
Un bescuit xinès (en anglès, un fortune cookie, bescuit de la sort o de la fortuna) és un pastís, servit als restaurants xinesos als Estats Units, al Canadà, a França, etc. al qual s'ha inserit un bocí de paper on es pot llegir una profecia o una màxima, de vegades humorística. Inventat als Estats Units als alentorns de la Primera Guerra Mundial, la idea dels bescuits xinesos després s'ha transposat a Internet, on es pot consultar en molts llocs un aforisme o una predicció del dia.

## Del restaurant xinès a Internet

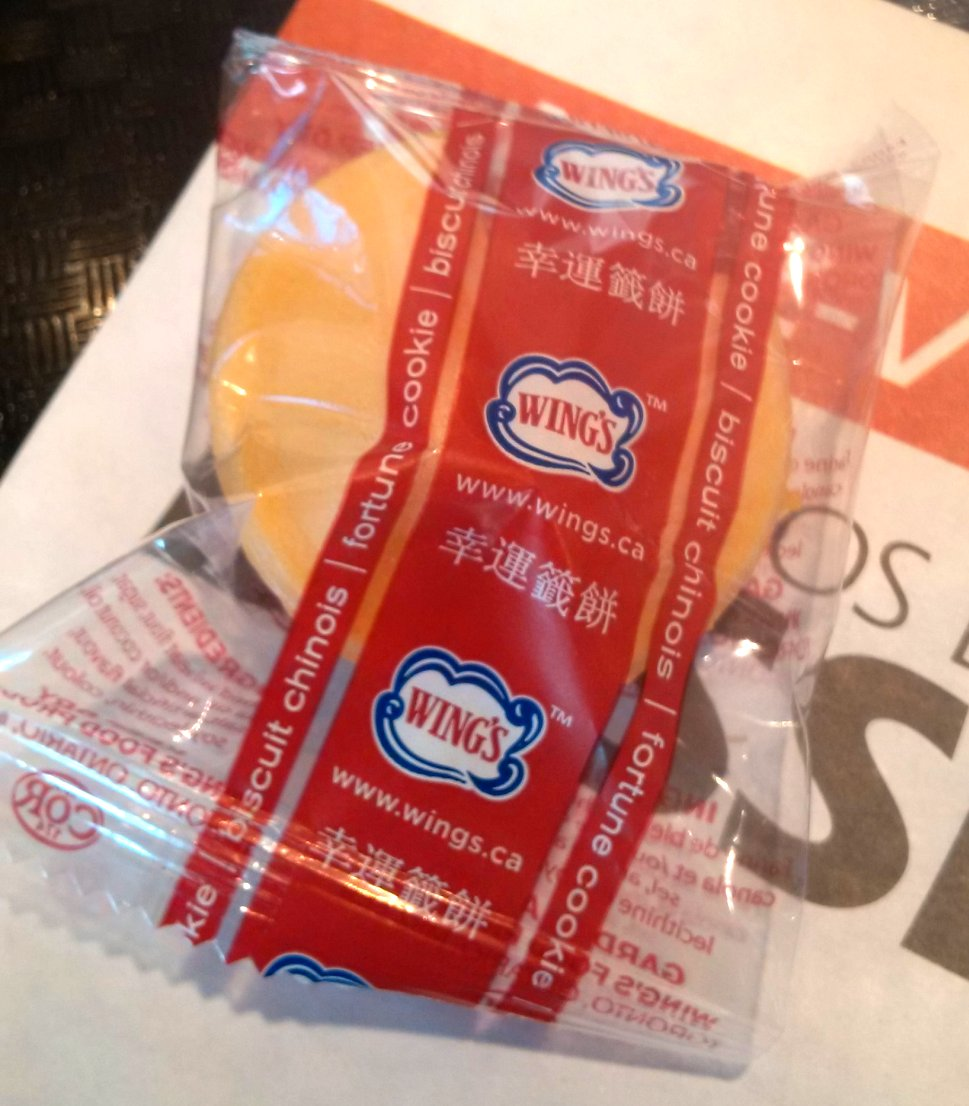
Bescuit xinès embalat tal com és rebut en un restaurant de cuina tailandesa de la ciutat de Quebec

La invenció dels bescuit xinesos va ser una ocasió immillorable per als restaurants xinesos on, contràriament als costums americans, no se servia tradicionalment darreries. Servits amb el te o acompanyant l'addició, els bescuits xinesos es preparen segons una recepta simplíssima amb farina, ous, sucre i aigua. Els primers bescuits xinesos eren confeccionats a mà a l'ajuda de varetes. Mentre que aquest procediment de fabricació es perpetua a les rebotigues del Chinatown de San Francisco, els bescuits xinesos actualment són fabricats mecànicament per un centenar de firmes especialitzades. L'un dels més grans fabricants, la Wonton Food Company de Brooklyn, en produeix quatre milions per dia. L'exportació i la fabricació es difonen més i més en altres països. L'any 1992, la Wonton Food Company va introduir els bescuits xinesos a la Xina sota l'etiqueta « Autèntics fortune cookies americans ».

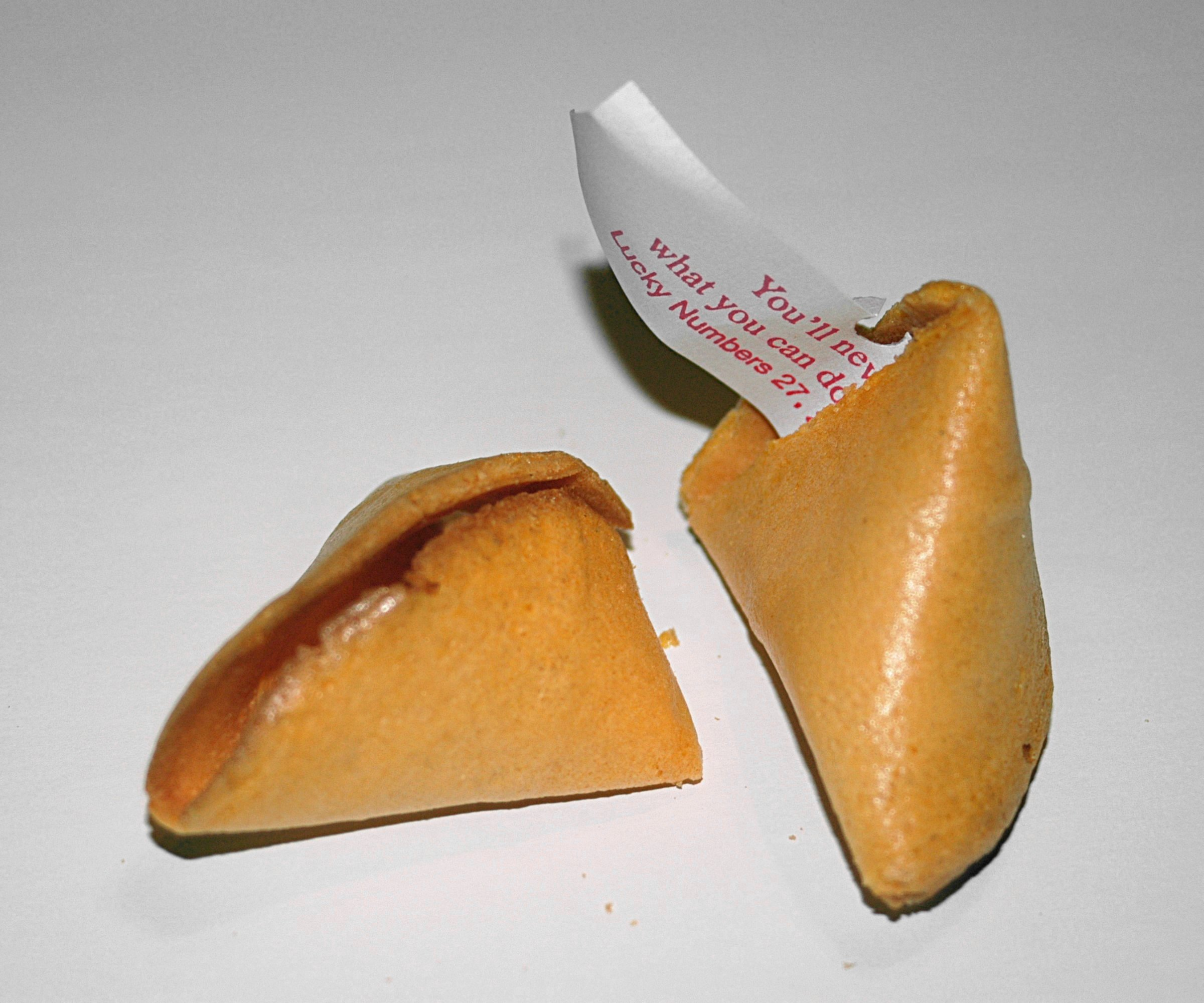
Un bescuit xinès revela el seu secret

Una de les conseqüències de la popularitat dels bescuits xinesos sota la firma de la restauració va ser la seva emigració als dispositius Unix i a Internet sota forma de prediccions o d'aforismes del dia. En la seva versió electrònica,els bescuits xinesos poden adornar un almanac o una efemèride o anar adjunts en un correu electrònic. En els molt nombrosos llocs que els són consagrats, també poden ser l'objecte de col·leccions o ésser generats per un programa aleatori. Ultra això, els bescuits xinesos han figurat igualment al cinema, amb sobretot el film The Fortune Cookie de Billy Wilder l'any 1966, titulat Un cop de sorten català. En el camp literari, es troba entra altres en un romanç satíric de Cyril M. Kornbluth, Manuscrit trobat en un sablé xinès, paregut l'any 1957, en el qual el personatge principal descobreix en els bescuits xinesos la resposta a totes les qüestions que es fa la humanitat.

## Orígens
L'origen dels bescuits xinesos és controvertit - a tal punt que ha donat lloc a un veritable fals procés entre les ciutats de Los Angeles i San Francisco l'any 1983. Segons la tesi a la qual hom subscriu, els bescuits xinesos haurien estat :
- inventats cap al 1915 per Makoto Hagiwara, arquitecte paisatgista japonès i propietari d'un jardí de te a San Francisco, en avinentesa d'una exposició ;
- inventats vers el 1920 per un pastisser cantonès de Los Angeles, David Wung, per a aconhortar els sense-abric segons els uns, per a promoure el seu comerç de fideus segons els altres ;
- inspirats pels tsujuira senbei, mena de sablés japonès als quals són pliés dels nostres dies dels petits bitllets a la intenció dels enamorats ;
- inspirats per l'exemple dels soldats xinesos, que haurien comunicat entre ells per mitjà de missatges inscrits en paper d'arròs i dissimulats en yuèbĭng, mena de pastissos fets de pasta de llavors de lotus, durant la insurrecció contra els Mongols al segle xiii.

## Aforismes i prediccions en tots gèneres
Els primers missatges inserits als bescuits xinesos per David Wung es componien de citacions bíbliques i de màximes d'Isop i de Benjamin Franklin. Els seus competidors havent-hi replicat amb màximes de Confuci, algunes de les quals autèntiques, unes altres inventades de cap a cap, Jung va organitzar als anys 1950 els primers concursos de redacció d'aforismes per a cookies, explotant així un filó humorístic promès a un gran succés. Els anys 1960 van veure l'aparició dels primers eslògans publicitaris, seguits al seu torn d'eslògans polítics, seguidament de missatges personalitzats per a festes i aniversaris. Els anys 1970 van veure florir els aforismes de connotació críptica, absurda o escabrosa, als quals es van afegir als anys 1980 les xifres porta-felicitat destinades als jugadors de loteria. Tots aquests gèneres i un fum d'altres es troben als nostres dies a Internet, en què coexisteixen llocs generalistes i llocs especialitzats en les citacions, les prediccions de mal gust o de mal auguri, els generadors de bescuits per a blogs… El tot, conta Donald Lau, redactor professional de màximes i director adjunt de la Wonton Food Company a Nova York, 
| « | és de no pas tenir l'esperit massa complicat. Pensar en frases de deu mots. | » |

Exemples (traduïts de l'anglès) provinents d'un florilegi de bescuits xinesos trobats a restaurants
Confuci va dir : Teniu un cor tan gran com el Texas.
Gràcies a la vostra naturalesa melodiosa, el clar de lluna és sempre sempre hi és.
Tot no és pas encara perdut.
Exemples (traduïts de l'anglès) provinents d'un generador de bescuits xinesos a Internet
Hom veu rarament monuments a la glòria d'un comitè.
L'objectiu de la ciència és de parar més bons paranys a ratolins ; el de la naturalesa és de fer més bons ratolins.
Feu-vos perdonar ara - demà potser ja no us sentireu culpable.
L'ànima no coneixeria l'arc de Sant Martí si els ulls no coneixien les llàgrimes.
Una facècia corrent als Estats Units en el cas dels aforismes continguts en aquests bescuits és de modificar-los afegint-hi a la fi : "between the sheets" (sota els llençols), o "in the bed" (al llit), o "except in bed" (llevat al llit), o encara "in jail" (a la presó). La qual cosa sovint crea un sota-sentit pebrat o un significat estrany. Per exemple : "La fortuna somriu als audaços sota els llençols" o "Tot ve a punt per a qui sap esperar llevat al llit"...

## Terminologia

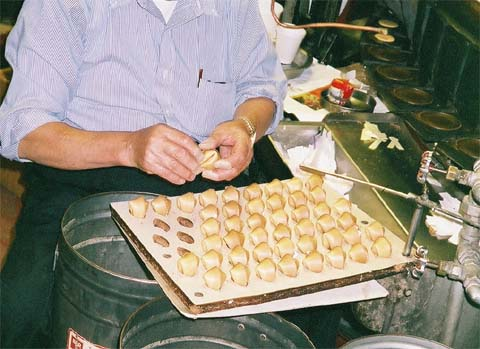
En curs de fabricació

Per a designar els que se serveixen als restaurants, l'Oficina quebequesa de la llengua francesa preconitza el terme bescuit xinès (encara que un fortune cookie no sigui ni un bescuit ni xinès, tal com el « paté xinès »). Per a designar els que hom troba a Internet, el Diccionari informàtic francòfon proposa fortuna del dia. A la mot compost de l'anglès americà, fortuna significa la bona o mala fortuna fortune que es pot tirar a la sort, i cookie designa una mena de sorra.

## Ficció
- The Fortune Cookie (en català, Un cop de sort) és un film de Billy Wilder (1966) amb Jack Lemmon i Walter Matthau.
- Cookie’s Fortune és un film coral de Robert Altman (1999) amb - notablement - Glenn Close, Julianne Moore i Liv Tyler.